# Jérémie Azou
Jérémie Tony Azou (Aviñón, 2 de abril de 1989) es un deportista francés que compitió en remo.
Participó en dos Juegos Olímpicos de Verano, obteniendo una medalla de oro en Río de Janeiro 2016, en la prueba de doble scull ligero, y el cuarto lugar en Londres 2012, en la misma prueba.
Ganó seis medallas en el Campeonato Mundial de Remo entre los años 2008 y 2017, y cinco medallas en el Campeonato Europeo de Remo entre los años 2010 y 2017.

## Palmarés internacional
| Juegos Olímpicos   | Juegos Olímpicos            | Juegos Olímpicos  | Juegos Olímpicos        |
| Año                | Lugar                       | Medalla           | Prueba                  |
| ------------------ | --------------------------- | ----------------- | ----------------------- |
| 2016               | Río de Janeiro (Brasil)     | Medalla de oro    | Doble scull ligero      |
| Campeonato Mundial |                             |                   |                         |
| Año                | Lugar                       | Medalla           | Prueba                  |
| 2008               | Ottensheim (Austria)        | Medalla de plata  | Cuatro scull ligero     |
| 2009               | Poznań (Polonia)            | Medalla de plata  | Doble scull ligero      |
| 2013               | Chungju (Corea del Sur)     | Medalla de plata  | Scull individual ligero |
| 2014               | Ámsterdam (Países Bajos)    | Medalla de plata  | Doble scull ligero      |
| 2015               | Aiguebelette (Francia)      | Medalla de oro    | Doble scull ligero      |
| 2017               | Sarasota (Estados Unidos)   | Medalla de oro    | Doble scull ligero      |
| Campeonato Europeo |                             |                   |                         |
| Año                | Lugar                       | Medalla           | Prueba                  |
| 2010               | Montemor-o-Velho (Portugal) | Medalla de bronce | Doble scull ligero      |
| 2013               | Sevilla (España)            | Medalla de oro    | Doble scull ligero      |
| 2014               | Belgrado (Serbia)           | Medalla de oro    | Doble scull ligero      |
| 2015               | Poznań (Polonia)            | Medalla de oro    | Doble scull ligero      |
| 2017               | Račice (República Checa)    | Medalla de oro    | Doble scull ligero      |